# Тево
Тево (тиб. ཐེ་བོ, Вайли: the bo) или Дебу́ (кит. упр. 迭部, пиньинь Diébù) — уезд Ганьнань-Тибетского автономного округа провинции Ганьсу (КНР).

## История
Во времена Китайской республики эти земли входили в состав уезда Сигу (西固县).
В 1950 году был образован Специальный район Уду (武都专区), и уезд Сигу вошёл в его состав. В 1954 году из уезда Сигу был выделен уезд Таньчан (宕昌县), а остальная часть уезда была передана в состав Ганьнань-Тибетского автономного района (甘南藏族自治区), где стала уездом Джугчу. 26 декабря 1955 года постановлением Госсовета КНР Ганьнань-Тибетский автономный район был преобразован в Ганьнань-Тибетский автономный округ. В 1959 году уезд Джугчу был переименован в Лунде (龙叠县). В 1962 году из уезда Лунде был выделен уезд Тево, а самому уезду Лунде было возвращено название Джугчу.

## Административное деление
Уезд делится на 1 посёлок и 10 волостей.

## Экономика
На территории уезда производится добыча урана.